# A tolvajok hercegnője
A tolvajok hercegnője (Princess of Thieves) Peter Hewitt 2001-ben bemutatott amerikai kaland-tévéfilmje. A forgatókönyvet Robin Lerner írta Robin Hood az angol hősről szóló legendák alapján. A film Robin Hood lányáról, Gwynről szól, aki kiszabadítja az apját János herceg fogságából. Gwyn szerepében Keira Knightley látható, Oroszlánszívű Richárd fiát, Fülöpöt Stephen Moyer alakítja, Robin Hoodot pedig Stuart Wilson játssza el a vásznon. A film az amerikai ABC megbízásából készült, a magyar szinkront a Szinkron Systems készítette 2004-ben.

## Szereplők
| Szereplő                      | Színész                | Magyar hang       |
| ----------------------------- | ---------------------- | ----------------- |
| Gwyn                          | Keira Knightley        | Szénási Kata      |
| Fülöp herceg                  | Stephen Moyer          | Czvetkó Sándor    |
| Robin O`Locksley (Robin Hood) | Stuart Wilson          | Vass Gábor        |
| Froderick                     | Del Synnott            | Bartucz Attila    |
| Nottinghami bíró              | Malcolm McDowell       | Barbinek Péter    |
| János herceg                  | Jonathan Hyde          | Haás Vander Péter |
| Skarlát Will                  | Crispin Letts          | Rosta Sándor      |
| Cardaggian                    | David Barrass          | Pálfai Péter      |
| Tuck barát                    | Roger Ashton-Griffiths | Kardos Gábor      |